# 重庆足球俱乐部
重庆足球俱乐部，是中国的一家已解散职业足球俱乐部。俱乐部注册成立于2010年12月，俱乐部由重庆市体育局负责牵头组建和物色选择管理人才对俱乐部进行管理和运营。这在中国足球职业化以来也是第一家由体育局组建的足球俱乐部。

## 俱乐部历史
因为重庆力帆在2003-2010年赛季，七年之中在国内顶级联赛垫底四次，被喻为“垫底王”影响重庆的城市形象。加上2010年赛季结束后，当时有传力帆集团有意撤资力帆队，而重庆市体育局直接接手重庆力帆存在太多麻烦，为推动重庆足球长远发展，摆脱长期低迷的颓势。所以有另一种意见，是让重庆市体育局或重庆足协另起炉灶，成立新的足球俱乐部。正是在这样的背景下，重庆足球俱乐部在2010年12月30日注册成立。
2011年2月，俱乐部确定由裴恩才担任俱乐部的首任主教练及在全国海选球员，最终确定31人的球员名单参加在同年的乙级联赛，球员名单当中较著名的球员有李思源、万程、邸佑及多名曾効力中超球队及有职业联赛经验的球员。6月6日，裴恩才因联赛成绩欠佳而下课。6月21日，赵发庆成为重庆俱乐部新任主教练。重庆队后来居上以南区预赛第二名晋级决赛阶段。11月，球队在半决赛客场击败东莞南城升入中甲联赛，但其后在主场进行的决赛不敌哈尔滨毅腾获得乙级联赛亚军。
2012年随着重庆市政府领导的异常变动，重庆足球俱乐部的经济状况开始恶化，多名主力球员遭遇欠薪。赛季结束后，重庆足球俱乐部一度险些被转让给乙级联赛球队青海森科，但后来由于欠薪等问题，最终未能达成协议。
2013年重庆队在中甲联赛未能保级成功，在积分榜上排名倒数第二降入乙级联赛，其后正式宣告解散。